# Avillers-Sainte-Croix
Avillers-Sainte-Croix és un municipi francès situat al departament del Mosa i a la regió del Gran Est. L'any 2007 tenia 60 habitants.

## Demografia

### Població
El 2007 la població de fet d'Avillers-Sainte-Croix era de 60 persones. Hi havia 28 famílies, de les quals 4 eren unipersonals (4 homes vivint sols), 20 parelles sense fills i 4 parelles amb fills.
La població ha evolucionat segons el següent gràfic:
Habitants censats

### Habitatges
El 2007 hi havia 40 habitatges, 27 eren l'habitatge principal de la família, 5 eren segones residències i 8 estaven desocupats. 39 eren cases i 1 era un apartament. Dels 27 habitatges principals, 24 estaven ocupats pels seus propietaris, 3 estaven llogats i ocupats pels llogaters i 1 estava cedit a títol gratuït; 2 tenien tres cambres, 8 en tenien quatre i 18 en tenien cinc o més. 22 habitatges disposaven pel capbaix d'una plaça de pàrquing. A 14 habitatges hi havia un automòbil i a 9 n'hi havia dos o més.

### Piràmide de població
La piràmide de població per edats i sexe el 2009 era:
| Homes | Edats   | Dones |
| ----- | ------- | ----- |
| 0     | 95 o +  | 0     |
| 0     | 90 a 94 | 0     |
| 0     | 85 a 89 | 0     |
| 0     | 80 a 84 | 0     |
| 0     | 75 a 79 | 4     |
| 0     | 70 a 74 | 0     |
| 8     | 65 a 69 | 4     |
| 0     | 60 a 64 | 0     |
| 4     | 55 a 59 | 0     |
| 0     | 50 a 54 | 4     |
| 0     | 45 a 49 | 0     |
| 0     | 40 a 44 | 8     |
| 4     | 35 a 39 | 4     |
| 4     | 30 a 34 | 4     |
| 0     | 25 a 29 | 0     |
| 0     | 20 a 24 | 0     |
| 8     | 15 a 19 | 4     |
| 8     | 10 a 14 | 8     |
| 0     | 5 a 9   | 4     |
| 0     | 0 a 4   | 4     |

## Economia
El 2007 la població en edat de treballar era de 35 persones, 30 eren actives i 5 eren inactives. De les 30 persones actives 26 estaven ocupades (14 homes i 12 dones) i 4 estaven aturades (2 homes i 2 dones). De les 5 persones inactives 2 estaven jubilades i 3 estaven classificades com a «altres inactius».
Activitats econòmiques
L'any 2000 a Avillers-Sainte-Croix hi havia 9 explotacions agrícoles que ocupaven un total de 756 hectàrees.

## Poblacions més properes
El següent diagrama mostra les poblacions més properes.